# Badanhausen
Badanhausen ist ein Gemeindeteil des Marktes Kinding im oberbayerischen Landkreis Eichstätt.

## Lage und Verkehrsanbindung
Das Dorf liegt im Altmühltal zwischen Kinding (Entfernung: etwa 7 km) und Beilngries (Entfernung: etwa 3 km) an der westlichen Talseite und etwas westlich der Staatsstraße 2230 auf 369 m - 400 m Meereshöhe. In westlicher Richtung führt ein Forstweg über den Talhang nach Haunstetten.

## Geschichte
Der Ort ist in älteren Urkunden zusammen mit Kirchanhausen als „Ahausen“ bezeichnet; das Dorf hat daher auch keine eigene kirchliche Tradition. Wahrscheinlich kam der Ort, ein Meierhof, zugleich mit Kirchanhausen durch eine Schenkung des Königs Arnulf im Jahr 895 an die Eichstätter Kirche und durch diese an die Grafen von Hirschberg. Mit dem Aussterben dieses Grafengeschlechtes wurde Badanhausen 1305 fürstbischöflich. 1398 verkaufte Sweygger von Gundelfingen „alle Zinsen und Gülten samt dem Gericht“ seiner Güter in Badanhausen, die er wahrscheinlich als Reichslehen hatte, an den Eichstätter Bischof Friedrich. 1407 taucht die Bezeichnung „Padahausen“ auf; die namensgebende Badstube bestand bereits im 14. Jahrhundert und war Lehen des Eichstätter Bischofs, das die Schenken von Hofstetten innehatten. Sie nannten sich später Schenken von Geyern und saßen auf Stossenberg. Letztmals wurde 1470 Heinrich von Geyern mit der Badstube belehnt, bevor sie in unmittelbaren Besitz des Hochstiftes überging. Ob es sich um ein sogenanntes Wildbad an dem durch Badanhausen fließenden Bach handelte, ist eine offene Frage. Im Mittelalter gab es im Ort außerdem eine Taferne (1407 als „Erbtaferne“ im bischöflichen Besitz) und eine vom durchfließenden Bach betriebene Mühle. Letztere ist noch 1741 erwähnt. Der Besitz des Klosters Plankstetten in Badanhausen, seit dem 14. Jahrhundert nachweisbar, wurde von den Badanhauser Bauern pachtweise bewirtschaftet.
Für 1407 und 1447 ist der Flachsanbau nachgewiesen. Der Hopfenanbau wird erstmals 1644 erwähnt; zu dieser Zeit bestand der Ort aus 16 Anwesen, während 1602, also vor dem Dreißigjährigen Krieg 24 Häuser gezählt wurden. 1706 waren hier wieder 22 Familien ansässig. 1741 wird die Badstube nicht mehr genannt.
Bis zur Säkularisation 1802 lag Badanhausen im unteren Hochstift, wo er zum Kastenamt Beilngries des Oberamtes Beilngries-Hirschberg gehörte. Eine der sieben Ehehaftden des Oberamtes, die Ehehaft Hirschberg, wurde wechselnd in Hirschberg, Haunstetten, Landerzhofen und Badanhausen abgehalten.
Mit der Säkularisation kam die Gemeinde Badanhausen als Teil des unteren Hochstifts an Großherzog Erzherzog Ferdinand III. von Toskana und 1806 an das Königreich Bayern und dort in das oberpfälzische Landgericht Beilngries. 1809 umfasste der neugebildete Steuerdistrikt Badanhausen den Ort selber, dazu Kirchanhausen und Pfraundorf mit der Kratzmühle. Ab 1817 wurde die Gemeinde Badanhausen (so ab 1811 genannt) dem Landgericht Kipfenberg zugeteilt. 1818 wurde diese Gemeinde wieder aufgelöst; Badanhausen war dann wieder eine eigenständige kleine Gemeinde. 1830 wurde allerdings die vorherige Gemeindeform mit den drei Orten Badanhausen, Kirchanhausen und Pfraundorf/Kratzmühle erneut hergestellt. Ab 1838 war der Bezirk Kipfenberg und mit ihm diese Gemeinde Teil des Kreises Mittelfranken mit der Hauptstadt Ansbach. Am 1. April 1971 schloss sich Badanhausen der Gemeinde Kinding an. Die Zugehörigkeit zu Mittelfranken währte bis zur bayerischen Kreisgebietsreform 1972, bei der der Landkreis Eichstätt in den Regierungsbezirk Oberbayern wechselte.
Von 1932 bis 1960 war der Ort an das Bahnnetz angeschlossen. 1983 gab es im Dorf vier landwirtschaftliche Vollerwerbs- und 13 Nebenerwerbsbetriebe.
Kirchlich gehört Badanhausen zur katholischen Pfarrei Kirchanhausen; diese wird von Beilngries aus seelsorgerlich betreut.
1741 hatte Badanhausen 118, 1830 110, 1910 252, 1933 283, 1983 134 und 2007 155 Einwohner.

## Sonstiges
- Am Weg nach Haunstetten und an der Straße nach Beilngries befindet sich jeweils eine Kapelle aus dem 19. Jahrhundert.
- Ein Backofen aus Badanhausen befindet sich im Backhaus des „Gungoldinger Hofes“ im Fränkischen Freilandmuseum Bad Windsheim.
- Ein verbuschter Trockenhang bei Badanhausen gilt als besonders wertvolles Gebiet für Schmetterlinge.[3]
- Der Baggersee Badanhausen südlich des Ortes ist ein Angler-Gewässer.
- Im Juli 2020 wurden die Bahnstrecken Neumarkt-Beilngries-Kinding (Anschluss Schnellbahnstrecke) im Positionspapier des VDV als zu reaktivierende Bahnstrecken neu aufgenommen.[4] Somit könnte auch Badanhausen wieder einen Bahnanschluss bekommen.

## Vereine
- Freiwillige Feuerwehr Badanhausen, gegründet um 1900, ist die älteste Freiwillige Feuerwehr im gesamten Landkreis Eichstätt[5]
- Schützenverein Badanhausen seit 1921[6]